# Minnesotamodellen
Minnesotamodellen, egentligen the Minnesota modell of chemical dependency, intervention and treatment (även känd som tolvstegsbehandling eller tolvstegsmetoden) är en psykosocial behandlingsform som bygger på anonyma alkoholisters synsätt och dess tolv steg tillsammans med vetenskaperna psykiatri, psykologi och medicin. I behandlingen ingår reguljära möten inom olika tolvstegsprogram, som det sen är meningen att klienten skall fortsätta gå på även efter behandlingen.

## Historia
Metoden började utvecklas vid Willmar state hospital runt 1950. Minnesotabaserade Hazelden Foundation deltog senare i arbetet. Idag är det en av de mest tillämpade behandlingsmetoderna. Från början gick den egentligen inte ut på så mycket mer än att ge rutin och husrum för alkoholister, som sedan fick gå på AA-möten. Metodiken har dock efterhand byggts ut genom förvärvade erfarenheter, behandlingsformens spridning och anpassning till personalens kompetens. Till Sverige kom metodiken genom att svenskamerikanskan Monica Getz skrev ett brev till SAS vd Jan Carlzon sommaren 1982. Varpå SAS och senare också andra stora företag i Sverige började skicka anställda med alkoholproblem till Hazelden. Med början 1984 så fanns metoden även på Huddinge sjukhus och efter hand på några andra statliga institutioner. Året därpå kom de första privata aktörerna. Inom några år fanns det 30-40 institutioner totalt som använde modellen.

## Metoden
Det finns viss variation på behandlingsinriktningen beroende på enskilt behandlingshem och om behandlingen sker endast i sluten form när det gäller Minnesotamodellen. I de flesta fall skall klienten redan innan behandlingen vara helt drogfri, men en del behandlingshem har avgiftning som första insats. I regel består behandlingen av en primärfas följt av en uppföljning förutom fortsatt deltagande i möten till det relevanta tolvstegsprogrammet. Längden på behandlingen varierar från 4-6 veckor för slutenvårdsbehandlingar, efterbehandling i några veckor och uppföljande möten i ungefär ett år. I de flesta fall består behandlingen av gruppterapi, individuell terapi är undantag gällande Minnesotamodellen. Material och övningar delas ut till behandlingsdeltagarna som får sätta ihop en personlig pärm, som stöd efter behandlingen.
På behandlingsinstitutionerna som tillämpar minnesotamodellen arbetar det ofta personer med ett eget före detta missbruk, som själva blivit hjälpta av programmet. Det finns inga lagfästa krav på utbildning, men med tre kurser om två helger vardera kan man erhålla "Certifiering i tolvstegsbehandlingens kunskap och läroprocesser utifrån tillitsmodellen" (CTL).
Statens beredning för medicinsk utvärdering konstaterade i en forskningsöversikt från 2001 att det finns belägg för att minnesotamodellen är en effektiv behandlingsmetod vid alkoholberoende. När det gällde narkotika varierar dock utfallet, mycket beroende på preparat. För heroin och kokain visade sig andra typer av psykosocial behandling vara mer effektivt. Ingen av de studier som gjordes när det gällde cannabis visade att någon psykosocial behandling har någon effekt. När det gällde amfetamin fanns det inte studier nog för att myndigheten skulle kunna dra några slutsatser om någon behandling, inte heller minnesotamodellen.
I början på 2010-talet gjorde Socialstyrelsen en ny genomgång om forskningen för att bedöma graden av evidens för behandlingsmetoden och dess effekt. Enligt Socialstyrelsens bedömning är tolvstegsbehandlingen relativt effektiv vid alkoholberoende (bedöms som 2 enligt en skala från 1 till 10, där 1 anger hög nytta i förhållande till kostnaden och 10 anger mycket liten nytta i förhållande till kostnaden), något mindre effektiv när det gäller centralstimulerande preparat (bedöms som 3 enligt den tiogradiga skalan) och inte effektiv när det gäller opiater (bedömd som 8 enligt den tiogradiga skalan).
En senare systematisk översikt  som har granskats och kommenterats av SBU visar att professionellt ledd behandling enligt tolvstegsmetoden ger likvärdigt antal nyktra dagar som de vanliga metoderna KBT och motivationshöljande behandling (MET), men med tolvstegsmetoden är de nyktra dagarna något mer sammanhängande.